# Wydział Zwalczania Przestępczości Służby Celnej
Wydział Zwalczania Przestępczości Służby Celnej (dawna nazwa Wydział Operacyjny) – realizował najtrudniejsze i niezwykle niebezpieczne zadania leżące w kompetencjach tej służby. W jego skład wchodzili wykwalifikowani funkcjonariusze SC, posiadający szczególne predyspozycje fizyczne i psychiczne.

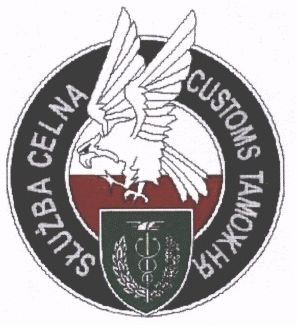
Naszywka na mundur
Wydziału Zwalczania Przestępczości
Służby Celnej

Wydziały Zwalczania Przestępczości działały na obszarze całego kraju, w każdej z 16 Izb Celnych. Podczas prowadzonych pościgów mogły przekraczać granice państwa i prowadzić pościgi ze służbami właściwymi danego kraju. Do swoich zadań kontrolnych w terenie wykorzystywały najnowocześniejszy sprzęt w postaci: urządzeń do wykrywania i analizy narkotyków, mobilnych laboratoriów, przenośnych urządzeń RTG, wideoendoskopów, detektorów przemytu, psów służbowych i innych.

## Zadania
Wydziały Zwalczania Przestępczości Służby Celnej realizowały zadania podobne do zespołów realizacyjnych służb – na etapie rozpoznania prowadziły czynności w ubraniu cywilnym, również w sposób niejawny; czynności realizacyjne wykonywały najczęściej w pełnym umundurowaniu (m.in. w kominiarce utrudniającej zidentyfikowanie tożsamości funkcjonariusza) w kamizelkach kuloodpornych i uzbrojeniu (funkcjonariusze posiadali paralizatory Taser X26) oraz broń palną w postaci pistoletów (pistolety Walther P99, Walther PPS, Glock 19) oraz strzelb gładkolufowych (Mossberg 590, Karatay).
Bardzo często przeprowadzali akcje ze Strażą Graniczną, policjantami Centralnego Biura Śledczego i Agencją Bezpieczeństwa Wewnętrznego.
Do podstawowych zadań Wydziału Zwalczania Przestępczości należało:
- rozpoznawanie, wykrywanie, zapobieganie i zwalczanie przestępstw i wykroczeń związanych z naruszeniem przepisów dotyczących wprowadzania na terytorium Rzeczypospolitej Polskiej oraz wyprowadzania z jej terytorium towarów objętych ograniczeniami lub zakazami obrotu ze względu na bezpieczeństwo i porządek publiczny lub bezpieczeństwo międzynarodowe, w szczególności takich jak odpady, substancje chemiczne i ich mieszaniny, materiały jądrowe i promieniotwórcze, środki odurzające i substancje psychotropowe, broń, amunicja, materiały wybuchowe oraz towary i technologie o znaczeniu strategicznym;

- rozpoznawanie, wykrywanie, zapobieganie i zwalczanie przestępstw skarbowych i wykroczeń skarbowych oraz ściganie ich sprawców, w zakresie określonym w ustawie z dnia 10 września 1999 r. — Kodeks karny skarbowy, zwanej dalej „Kodeksem karnym skarbowym”;

- rozpoznawanie, wykrywanie, zapobieganie i zwalczanie przestępstw i wykroczeń przeciwko: zdrowiu (przeciwdziałanie narkomanii) dobrom kultury, prawom własności intelektualnej, przyrodzie, środowisku, ograniczeniom obrotu towarami i technologiami o znaczeniu strategicznym, technologiami i usługami o znaczeniu strategicznym dla bezpieczeństwa państwa, a także dla utrzymania międzynarodowego pokoju i bezpieczeństwa.

## Uprawnienia
Funkcjonariusze WZP SC mogli stosować środki przymusu bezpośredniego, wobec osób niepodporządkowujących się ich poleceniom wydanym na podstawie przepisów prawa w tym
1. siły fizycznej w postaci technik transportowych, obrony, ataku i obezwładnienia,
2. kajdanki zakładane na ręce, nogi lub zespolone,
3. siatka obezwładniająca
4. pałka służbowa;
5. pies służbowy;
6. pociski niepenetracyjne;
7. chemiczne środki obezwładniające w postaci ręcznych miotaczy substancji obezwładniających,
8. przedmioty przeznaczone do obezwładniania osób za pomocą energii elektrycznej;
9. kolczatka drogowa i inne środki służące do zatrzymywania oraz unieruchamiania pojazdów mechanicznych;
10. pojazdy służbowe.

Ponadto posiadali prawo do użycia broni palnej w sytuacjach wymienionych w ustawie o środkach przymusu bezpośredniego i broni palnej
Nadto wykonywali zadania takie jak:
- kontrola pobytu i legalności zatrudnienia cudzoziemców,
- kontrola transportu drogowego (uprawnienia Inspekcji Transportu Drogowego),
- kontrola ruchu drogowego według odrębnych przepisów,
- kontrola gier i zakładów.
- legitymowanie i zatrzymywanie osób,
- prowadzenie pościgów za sprawcami wykroczeń i przestępstw,
- kontrola ruchu drogowego określona w Ustawie o ruchu drogowym,
- kontrola transportu drogowego na zasadzie odrębnych przepisów,
- kontrola pobytu cudzoziemców,
- kontrola w zakresie urządzenia i prowadzenia gier hazardowych,
- dokonywanie powtórnej rewizji celnej,
- używanie środków przymusu bezpośredniego oraz broni palnej,
- nakładanie kar grzywny w drodze mandatu z kodeksu wykroczeń i kodeksu karnego skarbowego,
- dokonywanie przeszukań za zleceniem prokuratora, bądź w trybie art. 308 kpk,
- kontrola przesyłek, paczek kurierskich,
- kontrola listów,
- używanie psów służbowych do wykonywania kontroli oraz jako środek przymusu bezpośredniego,
- czynności procesowe (takie same jak Policja i Straż Graniczna),
- czynności rozpoznawcze,
- czynności obserwacyjne,
- utrwalanie za pomocą środków technicznych obrazu i dźwięku,
- stosowanie innych środków technicznych w związku z czynnościami operacyjno-rozpoznawczymi w ramach współdziałania z innymi służbami.

WZP SC nie posiadały natomiast pełnych uprawnień do czynności operacyjno-rozpoznawczych, jako jedyna ze służb umundurowanych.